# Progonia
Progonia là một chi bướm đêm thuộc họ Erebidae.